# Chiềng Hặc
Chiềng Hặc là một xã thuộc huyện Yên Châu, tỉnh Sơn La, Việt Nam.
Xã Chiềng Hặc có diện tích 90,34 km², dân số năm 1999 là 3921 người, mật độ dân số đạt 43 người/km². Giáp các xã: Tú Nang, Lóng Phiêng, Sập Vạt, Mường Lựm (thuộc H. Yên Châu); xã Phiêng Côn (thuộc H. Bắc Yên). Xã Chiềng Hặc có 4 dân tộc anh em cùng sinh sống: Thái, Kinh, Mông, Sinh Mun. Trong đó dân tộc Thái chiếm đa số.
Hành chính:
1. Bản Huổi Mong
2. Bản Nà Ngà
3. Bản Huổi Thón
4. Bản Huổi Sét
5. Bản Văng Lùng
6. Bản Tà Vài
7. Bản Lắc Phiêng
8. Bản Cang
9. Bản Pa Hốc
10. Bản Hang Hóc
11. Bản Co Sáy
12. Bản Chi Đảy
13. Bản Bó Kiếng
14. Xóm Đoàn kết